# 에를렌
에를렌(독일어: Erlen)은 스위스 투르가우주의 바인펠덴 지역에 있는 기초자치체이다.

## 역사
현재의 자치체는 에를렌, 엥기스호펜, 에네타흐, 퀴머차우젠 및 리이트의 소규모 커뮤니티에서 1995년에 형성되었다. 에슈테겐으로 알려진 에를렌의 구간은 838년 에스슬렉(Escislec)으로 처음 언급되었다.
1798년 이전에 에를렌은 투르가우의 연맹 총독의 직접 권한 하에 있던 소위 호헨 게리히테에 속했다. 에피하우젠과 에를렌에 있는 집은 에피하우젠의 게흐히처샤프트 (궁정과 영주의 조합)의 일부였다. 에슈테겐은 장크트갈렌 수도원의 오버아흐 영지의 일부였으며, 1812년까지 자체 자치체를 형성했다.
1764년 개혁 교회가 에를렌에 세워졌지만, 줄겐 교구의 일부로 남아 있었다. 교회 묘지는 1819년에 지어졌고 1992년에 마침내 독립된 본당이 되었다. 에를렌의 가톨릭 신자 들은 줄겐의 가톨릭 교구의 일부로 남아 있었다.
쇼셰르스빌의 브룬슈빌러 가문은 1652년에 에를렌에 정착하여, 가내 산업으로서 방적과 직조의 확산을 촉진했다. 에를렌은 17세기와 18세기에 아마포 무역과 염색을 통해 어느 정도 중요성을 얻었다. 19세기에는 기계 자수도 지역 산업에 추가되었다. 에를렌의 더 큰 사회적, 구조적 변화는 성장하는 철강 회사 리슈타 AG가 마을에 철강 공장을 지은 1951년 이후 발생했다. 이 공장은 1990년 약 700명에서 2004년 약 350명의 직원을 고용했다.

## 지리
에를렌의 면적은 2009년 기준으로 12.19k㎡이다. 이 면적 중 8.69k㎡ (71.3%)가 농업 목적으로 사용되는 반면 1.81k㎡ (14.8%)는 삼림으로 사용된다. 나머지 토지 중 1.63k㎡ (13.4%)가 정착(건물 또는 도로), 0.06k㎡ (0.5%)가 강 또는 호수이고, 0.04k㎡ (0.3%)는 비생산적인 토지이다.
건축면적 중 공업용 건물이 전체 면적의 5.7%, 주택과 건물이 1.1%, 교통 기반 시설이 0.7%를 차지했다. 전력 및 수자원 기반 시설 및 기타 특별 개발 지역은 면적의 3.4%를 구성하고 공원, 녹지 및 스포츠 경기장은 2.5%를 구성한다. 산림면적 중 13.0%는 산림이 우거져 있고 1.8%는 과수원이나 작은 나무 군락으로 덮여 있다. 농경지 중 52.3%는 작물 재배에 사용되며, 18.9%는 과수원이나 덩굴 작물에 사용된다. 자치체의 물 중 0.2%는 호수에, 0.2%는 강과 시내에 있다..
자치체는 바인펠덴구에 있다. 그것은 에를렌의 선형 마을과 부흐아케른, 엥기스호펜, 에네타아흐 및 퀴머차우젠의 이전 커뮤니티와 리이트(이전에는 줄겐 자치체의 일부)로 구성된다. 에를렌 마을은 에를렌도르프, 에슈테겐 및 에피스하우젠 구간으로 구성된다.

## 인구통계

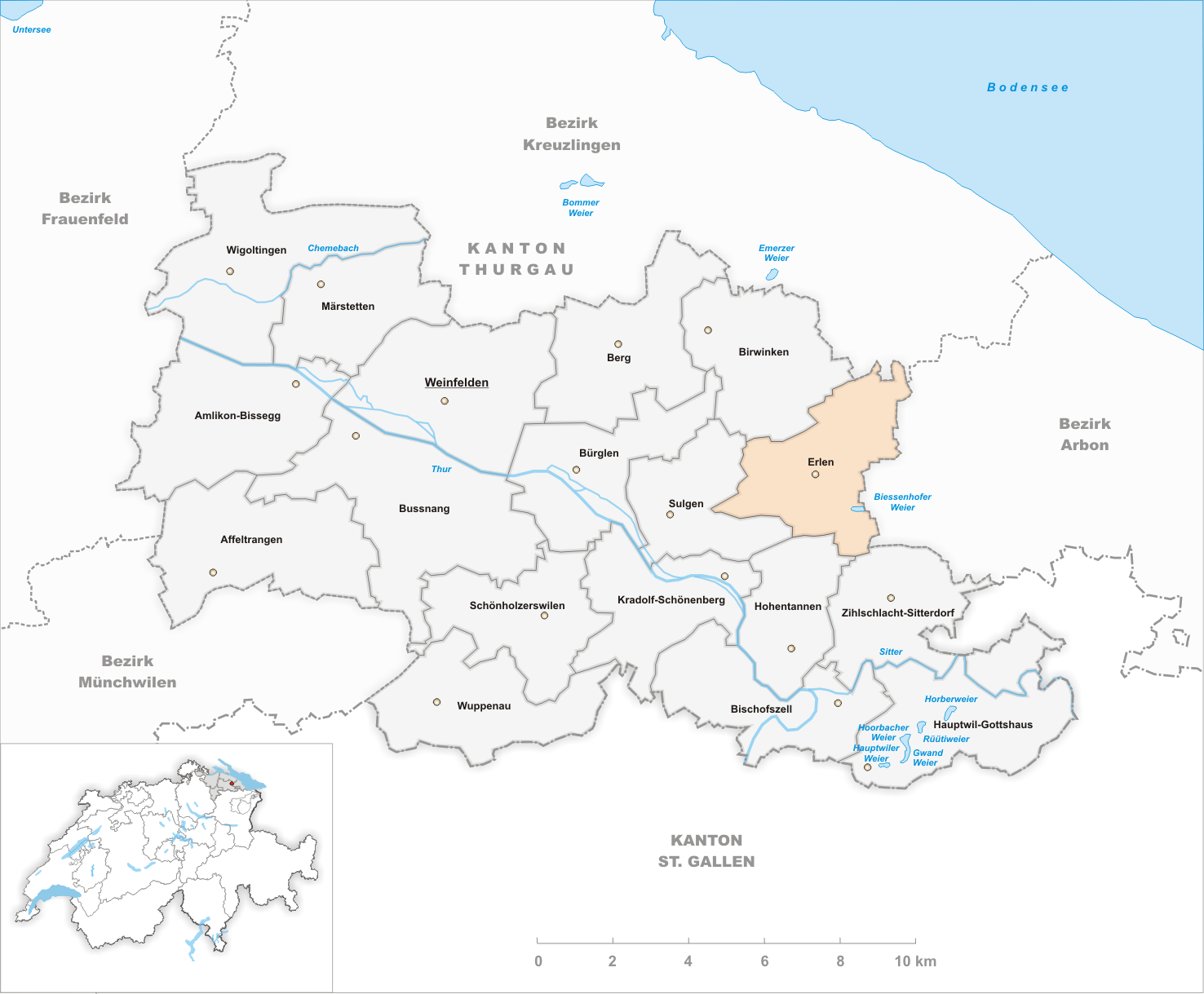
에를렌의 위치

2020년 12월 기준, 에를렌의 인구는 3,802명이다. 2008년 기준으로 인구의 19.5%가 외국인이다. 1997년부터 2007년까지 지난 10년 동안 인구는 2.1%의 비율로 변화했다. 2000년 기준, 대부분의 인구는 독일어 (90.2%)를 사용하며, 알바니아어가 두 번째로 많이 사용(3.7%)되고, 이탈리아어가 세 번째(2.3%)로 사용된다.
2008년 기준으로 인구의 성별 분포는 남성 49.3%, 여성 50.7%이다. 인구는 1,203명의 스위스 남성(인구의 38.7%)과 329명(10.6%)의 비스위스계 남성으로 구성되었다. 스위스 여성은 1,298명(41.8%), 비스위스계 여성은 277명(8.9%)이었다.
2008년에는 스위스 시민이 16명, 비스위스계 시민이 13명이었고, 같은 기간에 스위스 시민이 21명, 비스위스계 시민이 2명이었다. 이민과 이주를 무시하면 스위스 시민의 인구는 5명 감소했고, 외국인 인구는 11명 증가했다. 스위스에서 다른 국가로 이주한 스위스 남성 2명, 스위스에서 다른 국가로 이주한 스위스 여성 4명, 스위스인이 아닌 남성 13명 스위스에서 다른 나라로 이주한 여성과 스위스에서 다른 나라로 이주한 8명의 비스위스계 여성. 2008년 전체 스위스 인구 변화(모든 출처에서)는 14명이 감소했고, 비스위스계 인구 변화는 33명이 증가했다. 이것은 0.6%의 인구 증가율을 나타낸다.
2009년 현재 에를렌의 연령 분포는 다음과 같다. 323명(인구의 10.3%)이 0~9세이고, 447명(14.3%)이 10~19세이다. 성인 인구 중 436명(인구의 13.9%)이 20~29세이다. 364명(11.6%)은 30~39세, 574명(18.3%)은 40~49세, 441명(14.1%)은 50~59세이다. 고령자 분포는 286명(인구의 9.1%)이 60세 이상이다. 69세는 165명(70~79세)은 5.3%, 80~89세는 85명(2.7%), 90세 이상은 14명(0.4%)이다.
2000년 기준으로 자치체에 1,120가구의 개인 가구가 있고, 가구당 평균 2.7명이 거주하고 있다. 2000년 기준 단독주택은 총 602동 중 477호(전체의 79.2%)였다. 2세대(8.5%)가 51채, 3세대(2.5%)가 15채, 다가구(9.8%)가 59채였다. 자녀가 없는 부부는 598명(19.5%), 자녀가 없는 부부는 1,884명(61.4%)이었다. 한부모 가정에 거주하는 사람은 169명(또는 5.5%)이었으며, 한부모나 양부모와 함께 사는 성인 자녀는 16명, 친척으로 구성된 가구에 거주하는 사람은 6명, 한 가구에 거주하는 사람은 27명이었다. 혈연이 아닌 사람들로 구성되며, 79명은 시설에 수용되거나 다른 유형의 공동 주택에 살고 있다.
2008년 자치체 공실률은 5.22%였다. 2007년 기준 신규주택 건설률은 인구 1,000명당 1.9세대였다. 2000년에는 1,253개의 아파트가 자치체에 있었다. 가장 흔한 아파트 규모는 방 4개짜리 아파트가 358개였다. 1인실이 18개, 6개 이상의 아파트가 248개였다. 2000년 현재 에를렌의 평균 아파트 임대료는 994.51 스위스 프랑이었다.(CHF) 월(US$800, £450, €640, 2000년 환율). 원룸 아파트의 평균 가격은 660.00 CHF(US$530, £300, €420), 2룸 아파트는 약 599.36 CHF(US$480, £270, €380), 806.15 CHF(US$640, £360, €520) 및 6개 이상의 방 아파트 비용은 평균 1472.35 CHF(US$1180, £660, €940)이다. 에를렌의 평균 아파트 가격은 전국 평균 1116CHF의 89.1%였다.
2007년 연방 선거에서 가장 인기 있는 정당은 49.14%의 득표율을 기록한 SVP였다. 다음으로 가장 인기 있는 세 정당은 CVP (12.62%), FDP (11.23%), SP (8.35%)였다. 연방 선거는 총 844표를 득표했고, 투표율은 43.1%였다.
역사적 인구는 다음 표에 나와 있다.
| 년도 | 인구   |
| ---- | ------ |
| 1870 | 1,127  |
| 1950 | 1,453  |
| 1970 | 1,857  |
| 1990 | 2,298  |
| 1950 | 611    |
| 1970 | 1,006  |
| 2000 | 3,068a |

^a  전체 통합 자치체의 인구

## 경제

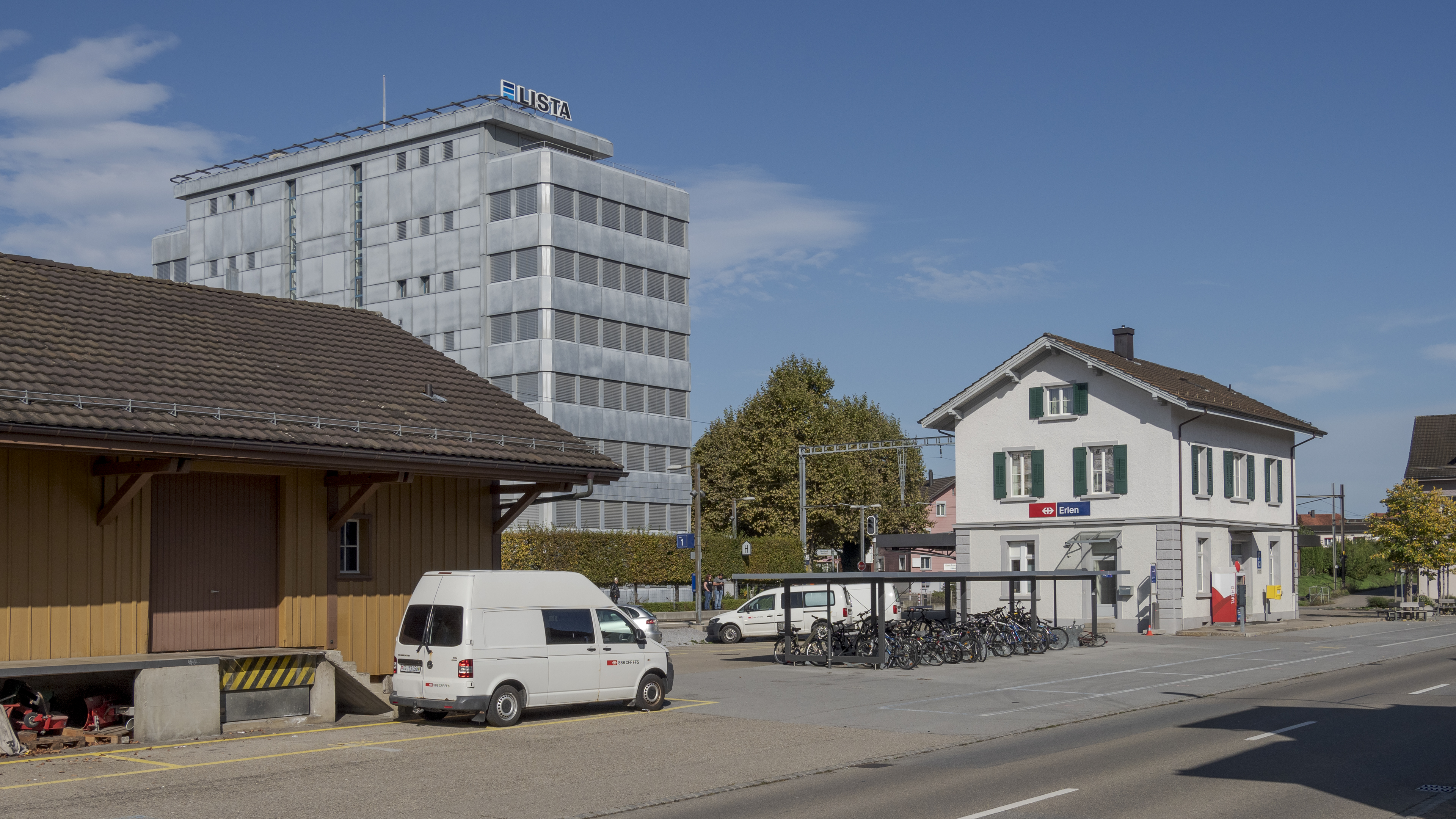
에를렌역과 리스타 사옥

2007년 현재 에를렌의 실업률은 1.74%이다. 2005년 기준으로 1차 경제 부문에 208명이 고용되어 있으며, 이 부문에 약 56개 기업이 참여하고 있다. 571명이 2차 부문에 고용되어 있고 이 부문에 41개의 기업이 있다. 392명이 3차 부문에 고용되어 있으며, 이 부문에는 76개의 기업이 있다.
2000년에는 2,167명의 근로자가 자치체에 살았다. 이 중 990명(45.7%)의 거주자가 에를렌 외부에서 일했고, 693명이 일을 위해 자치체로 통근했다. 지자체에는 총 1,870개의 일자리(주당 최소 6시간)가 있었다. 근로 인구의 7.1%는 출퇴근을 위해 대중교통을 이용했고, 50.9%는 자가용을 이용했다.

## 종교

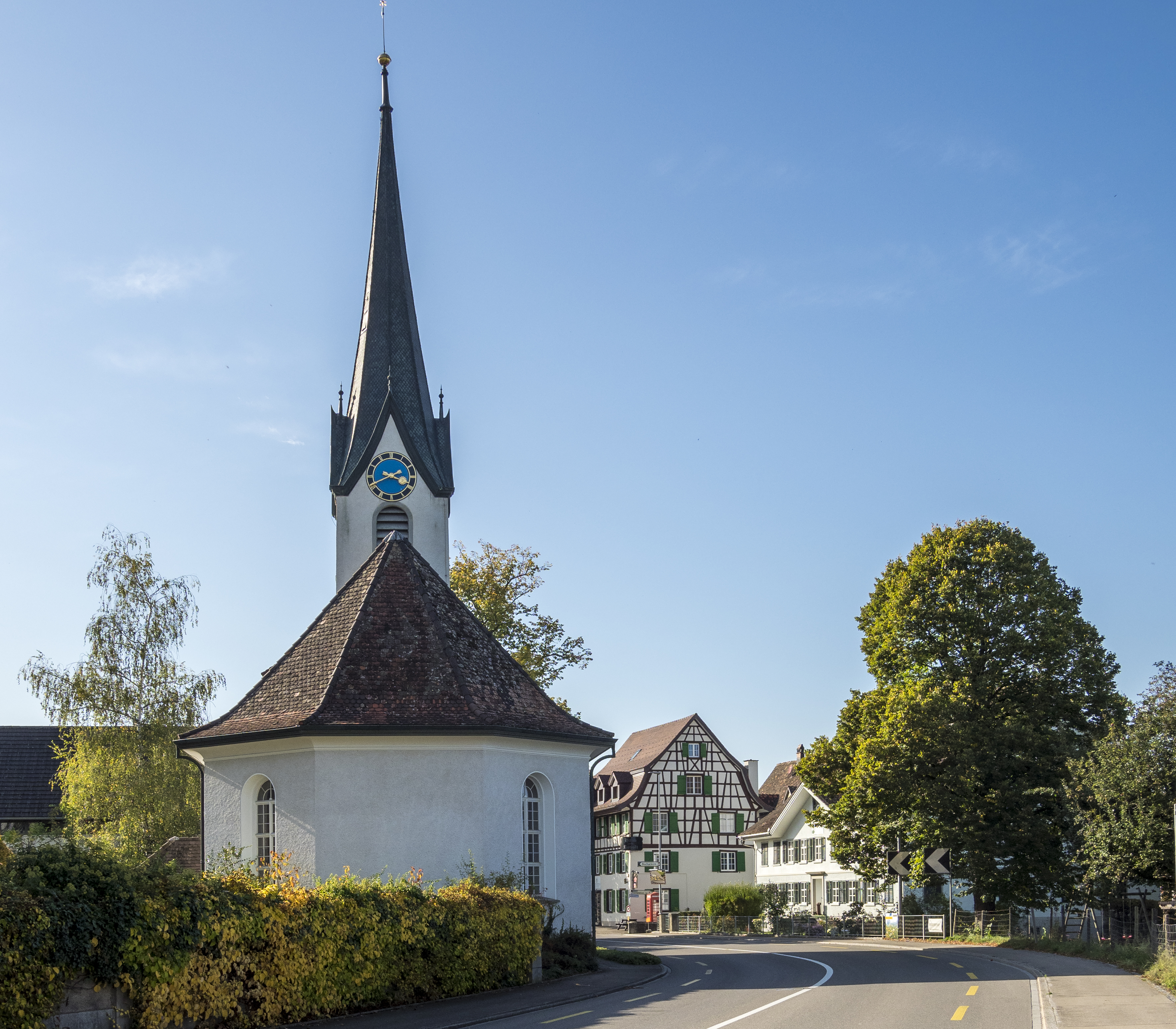
에를렌 개혁 교회

2000년 인구 조사에서 로마 가톨릭 신자는 908명(29.6%)이고, 스위스 개혁 교회는 1,460명(47.6%)이었다. 나머지 인구 중 정교회에 속한 사람은 39명(약 1.27%)이고, 다른 기독교 교회에 속한 사람은 119명(약 3.88%)이다. 이슬람교는 238명(약 7.76%)이었다. 다른 교회에 속한 7명(약 0.23%)이 있고(인구 조사에 나열되지 않음), 168명(약 5.48%)이 어떤 교회에도 속하지 않고, 불가지론 또는 무신론자이며, 129명의 개인(약 4.20%)가 질문에 대답하지 않았다.

## 교육
전체 스위스 인구는 일반적으로 교육 수준이 높다. 에를렌에서는 인구의 약 66.8%(25-64세)가 필수가 아닌 고등교육 또는 추가 고등교육(대학 또는 응용학문대학)을 완료했다.
에를렌은 에를렌-리이트-에네타흐 초등 및 중등 학교 학군의 본거지이다. 2008/2009 학년도에는 초등 또는 중등 수준의 학생이 420명이다. 유치원에는 85명의 아이들이 있다. 그리고 평균 학급 규모는 17명의 유치원생이다. 유치원에 다니는 어린이 중 40명(47.1%)가 여자이고, 21명(24.7%가 스위스 시민이 아니며, 22명(25.9%)가 독일어를 모국어로 사용하지 않았다. 하위 및 상위 기본 수준은 약 5-6세에 시작하여 6년 동안 지속된다. 121명의 하위 초등학교 아동과 127명의 상위 초등학교 아동이 있다. 초등학교의 평균 학급 규모는 20.67명이다. 하위 초등단계에는 56명의 어린이 또는 전체 인구의 46.3%가 여성이고, 32명(26.4%)는 스위스 시민이 아니며, 28명(23.1%)는 독일어를 모국어로 사용하지 않았다. 상위 초등단계에는 여성이 67명(52.8%), 스위스 시민이 아닌 28명(22.0%), 독일어를 모국어로 사용하지 않는 26명(20.5%)가 있다.
중등 수준에서 학생들은 성과에 따라 나뉜다. 중등 단계는 약 12세에 시작하여 보통 3년 동안 지속된다. 고급 학교에 다니는 93명의 십대가 있으며, 그중 42명(45.2%)는 여성, 5 또는 5.4%는 스위스 시민이 아니며, 8명(8.6%)는 독일어를 모국어로 사용하지 않았다. 표준 학교에 다니는 79명의 십대들이 있으며, 그중 33명(41.8%)가 여성, 13명(16.5%)가 스위스 시민이 아니며, 16명(20.3%)가 독일어를 모국어로 사용하지 않았다. 중등 수준의 모든 학급의 평균 학급 규모는 19.11명이다.

## 명소
에를렌-에피스하우젠 마을 전체가 스위스 유산 목록의 일부로 지정되었다.

## 교통
에를렌은 빌과 로만스호른 사이의 빈터투어-로만스호른선에 있으며, 에를렌역은 장크트갈렌 S-반에서 운행한다.